# 惡魔角龍屬
惡魔角龍屬（學名：Diabloceratops）是角龍亞目角龍科恐龍的一屬，生存於白堊紀晚期的北美洲。頭盾上端具有兩根向外彎曲、形似惡魔的角。惡魔角龍是最早期的尖角龍亞科之一，有助於古生物學家瞭解早期角龍科的演化關係。

## 發現與命名

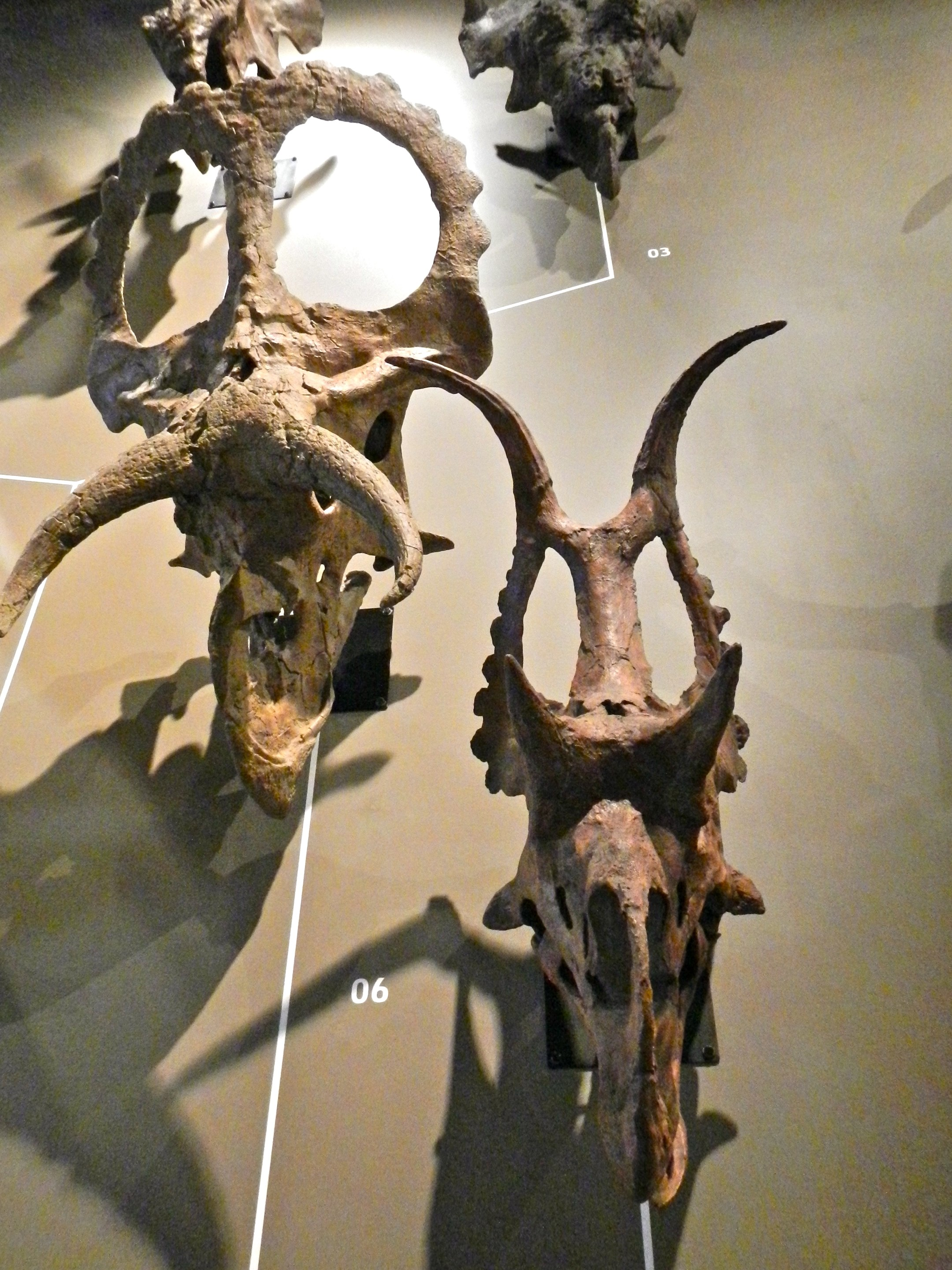
惡魔角龍的頭顱骨（右側）

正模標本（編號UMNH VP 16699）是一個部份頭顱骨、下頜的夾板骨，沒有遭到擠壓變形、保存狀態良好，只有右側遭到侵蝕遺失。化石是在2002年由古生物學家Donald DeBlieux發現於猶他州的大階梯-埃斯卡蘭特国家保護區，地質年代相當於白堊紀晚期的坎潘階，約7500萬年前。
這個化石被運送到鹽湖城的猶他州自然歷史博物館，並經過約800小時的化石處理、清里母岩。在2002年，詹姆士·柯克蘭（James Ian Kirkland）、Donald DeBlieux將這些化石敘述、命名，模式種是伊頓惡魔角龍（Diabloceratops eatoni）。屬名裡的diablo在西班牙文意為「惡魔」，意指其頭盾上方的角類似惡魔的角；ceratops則意為「有角的面孔」，是角龍類恐龍的學名常見字根。種名則是以古哺乳動物學家傑佛瑞·伊頓（Jeffrey Eaton）為名，他是柯克蘭的好友，也曾發現一些恐龍化石。

## 體徵
正模標本的頭顱骨長62公分，是個成年個體，研究人員推測惡魔角龍的完整身長約3公尺。
惡魔角龍是種典型的角龍類，具有大型頭盾，傾斜角度高。牠們的口鼻部短而高，具有大型鼻孔。口鼻部與頭顱骨比例相當短，是已知角龍類恐龍裡的比例最短口鼻部。鼻部有個小型隆起，研究人員推測其生前可能具有小型的鼻角。眼睛上方有一對小型額角，長25公分。頭盾兩側有多個頸盾緣骨突。在頭盾最上端有一對長角，往兩側彎曲，外形類似歐美傳說中的羊角惡魔。戟龍、野牛龍也有類似的頭盾頂端長角。
前上頜骨後上方有個小型突起部。每邊上頜骨有24顆牙齒。眶前孔小型。前上頜骨、上頜骨之間有個小型洞孔。頭布兩側的顴骨有小型顴角，往兩側延伸；在目前已知的角龍類，惡魔角龍有最長的顴角。

## 種系發生學

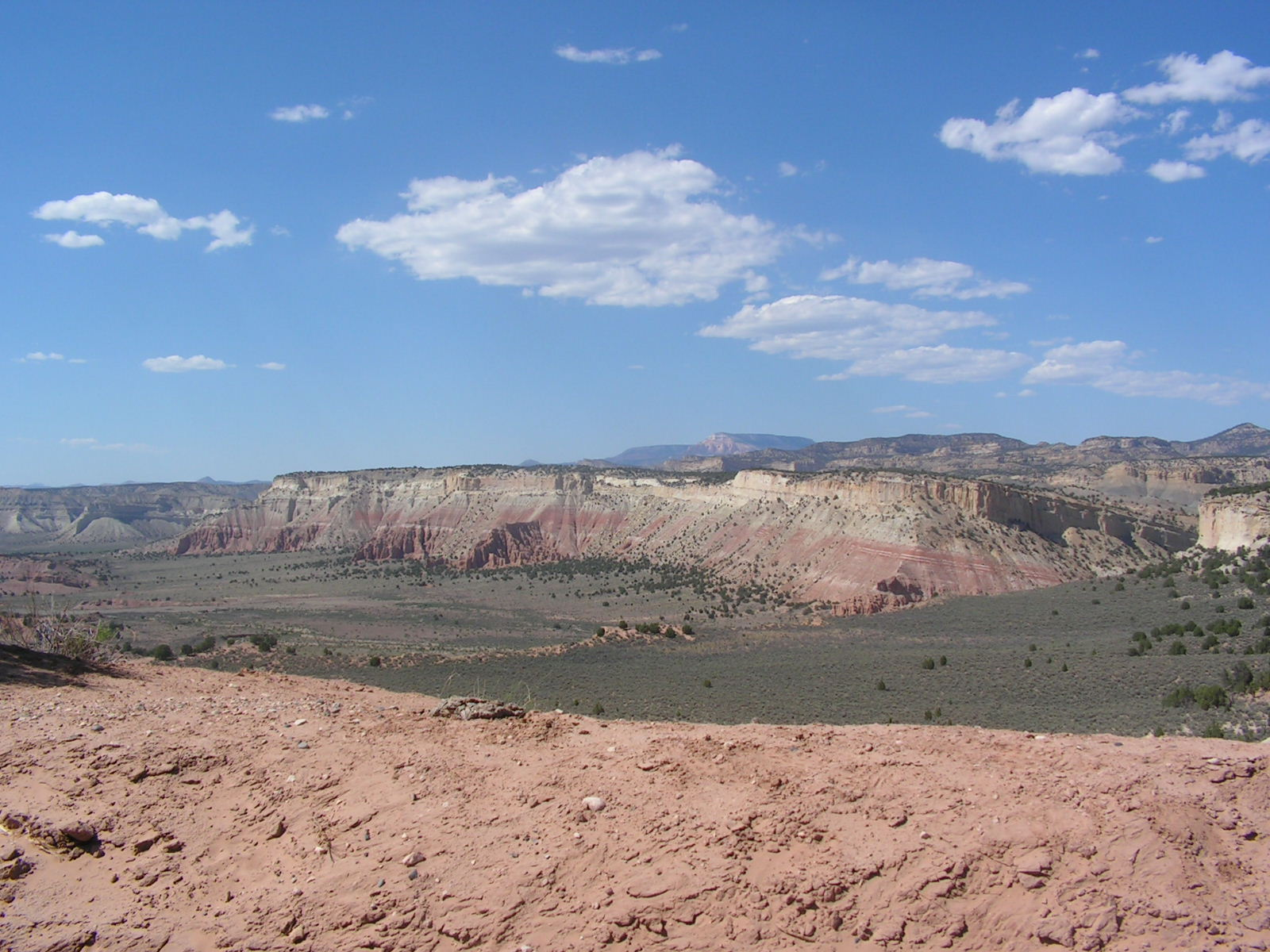
大階梯-埃斯卡蘭特国家保護區，惡魔角龍的化石發現處

惡魔角龍是已知最早期的尖角龍亞科恐龍之一。目前已發現超過30種角龍類恐龍，生存於7800萬到6500萬年前；但是在9000萬到7800萬年前的這段時期，目前很少發現角龍類恐龍，惡魔角龍的發現，有助於瞭解早期角龍科恐龍的演化關係。柯克蘭發現惡魔角龍具有某些原始特徵，而原角龍科也具有類似的特徵。兩者都具有額外的頭盾洞孔，而更進階型、後期角龍科的額外頭盾洞孔縮小、或是消失。柯克蘭指出，這些早期物種並沒有形成一個天然單系群，而是代表演化至後期角龍科的一個演化階段，最後演化出後期的各種角龍科恐龍。

## 古生態學
在同一地區，還發現鬥吻角龍、格里芬龍等草食性恐龍，目前還沒有發現大型肉食性恐龍。研究人員據此推測，惡魔角龍的頭盾功能可能主要是視覺辨識物，辨別物種、性別、或是個體，比較少用在打鬥或防禦功能。

## 外部連結
- （英文）伊頓惡魔角龍的圖片與演化位置 （页面存档备份，存于） - Archosaurmusings
- （英文）伊頓惡魔角龍的簡介 （页面存档备份，存于） - 猶他州自然歷史博物館